# Xizangia
Xizangia is een geslacht van spinnen uit de familie bodemjachtspinnen (Gnaphosidae).

## Soorten
De volgende soorten zijn bij het geslacht ingedeeld:
- Xizangia linzhiensis (Hu, 2001)
- Xizangia rigaze Song, Zhu & Zhang, 2004